# Załuzie (Białoruś)
Załuzie (biał. Залуззе; ros. Залузье) – wieś na Białorusi, w obwodzie brzeskim, w rejonie żabineckim, w sielsowiecie Żabinka.
Obecnie wieś składa się z kilku dawnych jednostek osadniczych:
- Załuzie
- Sawickie (al. Kiwowerty, Witanowszczyzna) – wieś i 2 folwarki[2]
- Bogusławicze (al. Bohusławicze) – wieś, majątek ziemski i okolica szlachecka[3][4]

W dwudziestoleciu międzywojennym leżały one w Polsce, w województwie poleskim, w powiecie kobryńskim. Zostały scalone po 1931.